# Cottus princeps
Cottus princeps (tên tiếng Anh: Klamath Lake sculpin) là một loài cá thuộc họ Cottidae. Đây là loài đặc hữu của Hoa Kỳ.